# Palau Reial
Palau Reial – stacja metra w Barcelonie, na linii 3. Stacja została otwarta w 1975.